# ゾッキ
『ゾッキ』は、2021年4月2日に全国公開の日本映画。監督は竹中直人、山田孝之、齊藤工。
大橋裕之の初期作品集『ゾッキA』『ゾッキB』の中から複数の短編を抜粋・再構成したヒューマンコメディで、撮影は原作者の出身地である愛知県蒲郡市を中心にロケが行われ、蒲郡市内では全国に先駆けて同年3月20日に（映画館のない蒲郡市では蒲郡市民会館、蒲郡信用金庫本店にて上映された）、県内全域では同年3月26日に先行公開。
ロケ地は ほぼ蒲郡市（一部近隣市町にて）、店名・駅名などはそのまま実在の名前で劇中に登場するが舞台は架空の街である。

## あらすじ
坂本町に住む伊藤は、アメリカ同時多発テロ事件のニュースを見たあと、悪夢にうなされていた。伊藤はレンタルビデオ屋で働くかたわら、漫画を描いているのだが、ある日アダルトビデオのモデルによく似た女性客を見かけ、うれしくなってしまう。
そのころ伊藤の隣人の藤村は自転車に乗って旅に出、漁港で足立という男が間男をこらしめるのを見かける。また、コンビニで女性用のパンティを買おうとする高校生を目撃する。しかしその高校生は買わずに店を出ていってしまった。
実はこの高校生は牧田といい、事情があってパンティを手に入れる必要があった。牧田は学校のガラスを割ったという疑いをかけられたことがきっかけで、変わり者の伴と仲良くなったが、伴は牧田の姉に憧れていた。伴は彼女のパンツを売ってくれと言うが、本当は牧田には姉がいなかったのだ。コンビニでパンティを買うことを断念した牧田は、話をあわせるため、ゲームセンターで獲得したパンティを伴に売ってやる。また中学時代に好きだった本田という女子生徒の写真を、自分の姉ということにし、さらに「姉は事故で死んだ」と嘘をつく。ショックを受けた伴だが、高校を卒業した2004年ごろに本物の本田を見て恋に落ちる。
一方、マサルという少年が、父と一緒に夜の高校に忍び込み、サンドバッグやアダルトビデオを持ち出すが、幽霊と遭遇する。実は学校のガラスを割っていたのは、この幽霊だったのだ。その後しばらくして、マサルの父は「足立の女房」と家を出ていってしまう。
10年後、マサルの父は故郷にもどってくる。その数年前に伴は本田と結婚式を挙げた。牧田は、本田の写真にかえて、２番目に好きだった前島りょうこの写真を姉の遺影とすることで、つじつまを合わせた。伴と再会し語り合った牧田は、そのあと偶然、駅前で前島と出くわす。前島と牧田は、秘密を持っているということの大切さについて語り合う。

## キャスト
- 前島りょうこ - 吉岡里帆[4][5]
- 伊藤 - 鈴木福[4][5]
- 旅人 - 満島真之介[4][5]
- コンビニの客 - 柳ゆり菜[4][5]
- 松原京子 - 南沙良[4][5]
- 道場の師範代 - 安藤政信[4][5]
- 牧田 - 森優作[4][5]
- 伴 - 九条ジョー（コウテイ）[4][5]
- 本田 - 木竜麻生[4][5]
- 足立の女房 - 倖田來未[4][5]
- マサルの父 - 竹原ピストル[4][5]
- マサル - 潤浩[4][5]
- 大人になったマサル - 渡辺佑太朗[4][5]
- マサルの母 - 輝有子
- 幽霊 - 松井玲奈[4][5]
- りょうこの祖父 - 石坂浩二（特別出演）[4][5]
- 藤村 - 松田龍平[4][5]
- ヤスさん - 國村隼[4][5]
- 定男 - ピエール瀧[4][5]
- 足立 - 笠原秀幸
- 漁師 - 勝矢、岩谷健司
- コンビニの店員 - 板垣李光人[7][8]
- 伴・牧田の担任 - 三浦誠己
- ビデオ屋の客 - 川上奈々美、中村達也
- 飲み屋の客 - 大橋裕之、しがせいこ
- 誘拐犯 - 志磨遼平（ドレスコーズ）

## スタッフ
- 原作 - 大橋裕之『ゾッキA』『ゾッキB』（カンゼン刊）
- 監督 - 竹中直人、山田孝之、齊藤工
- 脚本 - 倉持裕
- 音楽監督 - Chara
- 主題歌 - Chara feat. HIMI「私を離さないで」[9]
- 製作 - 伊藤主税、依田巽、亀井達也、有馬一昭、多湖慎一、山田孝之、沖潮吉績、谷村全功、小口文子、鶴谷武親
- プロデューサー - 伊藤主税、山田孝之、川端基夫、川原伸一
- 企画 - 谷島正之、竹中直人
- ラインプロデューサー - 坂上也寸志
- 撮影 - 神田創
- 照明 - 丸山和志
- 録音 - 鶴巻仁
- 美術 - 布部雅人
- 装飾 - 徳田あゆみ
- 助監督 - 副島宏司
- スクリプター - 本図木綿子
- キャスティング - 伊藤尚哉
- 制作担当 - 宮森隆介
- 衣装 - 安野ともこ
- ヘアメイク - 南辻光宏（complice）
- 特殊メイク・造形 - 快歩
- 編集 - 古川達馬
- 効果 - 柴崎憲治
- 音楽プロデューサー - 安藤康平（MELRAW）
- 協力プロデューサー - 和田亨
- ミュージックエディター - 佐藤啓
- VFX - 小池立秋
- スチール - MIKOMEX
- グラビア撮影 - 三浦憲治
- 支援 - 映画『ゾッキ』蒲郡プロジェクト委員会
- 後援 - 蒲郡市
- 配給 - イオンエンターテイメント
- 宣伝 - ガイエ
- 制作プロダクション - and pictures、ポリゴンマジック
- 製作幹事 - and pictures、ギャガ
- 製作 - 映画「ゾッキ」製作委員会（Charity Water、and pictures、イオンエンターテイメント、ギャガ、メ〜テレ、h.a.o、レディバード、沖潮開発、マノサリー、ポリゴンマジック）

## スピンオフ

### 裏ゾッキ
映画「ゾッキ」の製作とそれに協力する蒲郡市の人々に密着したドキュメンタリー映画。2020年製作、2021年5月公開。

#### スタッフ・キャスト
- 撮影・編集・監督：篠原利恵
- 音楽：重盛康平
- 主題歌：竹原ピストル「全て身に覚えのある痛みだろう？」
- 出演：蒲郡市の皆さん、竹中直人、山田孝之、齊藤工 ほか
- 製作：映画「裏ゾッキ」製作委員会（株式会社and pictures、株式会社ライツキューブ、株式会社テレビマンユニオン）
- 企画：伊藤主税、山田孝之
- プロデューサー：牧有太
- 制作：テレビマンユニオン
- 制作協力：and pictures
- 配給：イオンエンターテイメント
- 支援：映画「ゾッキ」製作委員会／映画「ゾッキ」蒲郡プロジェクト委員会
- 後援：蒲郡市
- 題字：大橋裕之

### ∞ゾッキ
2022年にテレビ放送及び動画配信サービスにおいて、スピンオフ作品としてドキュメンタリー、短編ドラマ、旅番組で構成された全12回の番組『∞ゾッキ シリーズ』が公開された。
4月から6月にかけてBSJapanextで先行放送され、同7月からはAmazon Prime Video等で配信が開始、8月から10月にかけては順次、全3本のDVDとして販売及びレンタルが開始された。

#### 放映リスト
- 【#01】映画『ゾッキ』制作秘話、4月3日放送
- 【#02】映画『裏ゾッキ』制作秘話、4月10日放送

〈蒲郡編〉
- 【#03】「旅ゾッキ 蒲郡編」4月17日放送
  - 旅人：松井玲奈
- 【#04】ドラマ『∞ゾッキ 平⽥さん①』4月24日放送
- 【#05】ドラマ『∞ゾッキ 平⽥さん②』5月1日放送
  - 【#04】【#05】監督：竹中直人
  - 【#04】【#05】脚本：和田清人・竹中直人
- 【#06】ドキュメンタリー「裏ゾッキ 蒲郡編」5月8日放送

〈豊橋編〉
- 【#07】旅番組「旅ゾッキ 豊橋編」5月15日放送
  - 旅人：松井玲奈
- 【#08】ドラマ『∞ゾッキ ⾒張り台』5月22日放送
  - 監督：山田孝之
  - 脚本：小寺和久
- 【#09】ドキュメンタリー「裏ゾッキ 豊橋編」5月29日放送

〈豊⽥編〉
- 【#10】旅番組「旅ゾッキ 豊⽥編」6月5日放送
  - 旅人：鈴木福
- 【#11】ドラマ『∞ゾッキ シーン1』6月12日放送
  - 監督：齊藤工
  - 脚本：倉持裕
- 【#12】ドキュメンタリー「裏ゾッキ 豊⽥編」6月19日放送

（日付はいずれもBSJapanext初回放送日）

#### 「∞ゾッキ」スタッフ
〈ドラマパート〉
- プロデューサー：伊藤主税、山田孝之、田嶋康弘
- 制作プロダクション：Lat-Lon、and pictures、Your Films

〈ドキュメンタリー「裏ゾッキ」パート〉
- ナレーション：松井玲奈
- 監督：篠原利恵、榊原有佑、原田大誠
- プロデューサー：牧有太、伊藤主税、山田孝之、田嶋康弘
- 制作プロダクション：テレビマンユニオン Your Films

〈「旅ゾッキ」パート〉
- 監督：篠原利恵、榊原有佑
- プロデューサー：牧有太、伊藤主税、山田孝之、田嶋康弘
- 制作プロダクション：テレビマンユニオン Your Films